# Persac
Persac és un municipi francès situat al departament de la Viena i a la regió de la Nova Aquitània. L'any 2007 tenia 838 habitants.

## Demografia

### Població
El 2007 la població de fet de Persac era de 838 persones. Hi havia 389 famílies de les quals 142 eren unipersonals (67 homes vivint sols i 75 dones vivint soles), 141 parelles sense fills, 98 parelles amb fills i 8 famílies monoparentals amb fills.
La població ha evolucionat segons el següent gràfic:
Habitants censats

### Habitatges
El 2007 hi havia 566 habitatges, 385 eren l'habitatge principal de la família, 134 eren segones residències i 47 estaven desocupats. 557 eren cases i 9 eren apartaments. Dels 385 habitatges principals, 300 estaven ocupats pels seus propietaris, 76 estaven llogats i ocupats pels llogaters i 9 estaven cedits a títol gratuït; 9 tenien una cambra, 27 en tenien dues, 78 en tenien tres, 117 en tenien quatre i 155 en tenien cinc o més. 308 habitatges disposaven pel capbaix d'una plaça de pàrquing. A 180 habitatges hi havia un automòbil i a 152 n'hi havia dos o més.

### Piràmide de població
La piràmide de població per edats i sexe el 2009 era:
| Homes | Edats   | Dones |
| ----- | ------- | ----- |
| 0     | 95 o +  | 4     |
| 0     | 90 a 94 | 8     |
| 8     | 85 a 89 | 12    |
| 8     | 80 a 84 | 8     |
| 20    | 75 a 79 | 20    |
| 36    | 70 a 74 | 44    |
| 32    | 65 a 69 | 28    |
| 40    | 60 a 64 | 52    |
| 16    | 55 a 59 | 28    |
| 24    | 50 a 54 | 20    |
| 28    | 45 a 49 | 24    |
| 24    | 40 a 44 | 20    |
| 36    | 35 a 39 | 20    |
| 40    | 30 a 34 | 44    |
| 12    | 25 a 29 | 16    |
| 24    | 20 a 24 | 12    |
| 16    | 15 a 19 | 32    |
| 40    | 10 a 14 | 24    |
| 28    | 5 a 9   | 36    |
| 8     | 0 a 4   | 20    |

## Economia
El 2007 la població en edat de treballar era de 477 persones, 305 eren actives i 172 eren inactives. De les 305 persones actives 271 estaven ocupades (159 homes i 112 dones) i 34 estaven aturades (13 homes i 21 dones). De les 172 persones inactives 63 estaven jubilades, 52 estaven estudiant i 57 estaven classificades com a «altres inactius».

### Ingressos
El 2009 a Persac hi havia 370 unitats fiscals que integraven 814 persones, la mediana anual d'ingressos fiscals per persona era de 14.485 €.

### Activitats econòmiques
Dels 30 establiments que hi havia el 2007, 1 era d'una empresa extractiva, 1 d'una empresa alimentària, 1 d'una empresa de fabricació de material elèctric, 9 d'empreses de construcció, 5 d'empreses de comerç i reparació d'automòbils, 3 d'empreses de transport, 1 d'una empresa d'hostatgeria i restauració, 1 d'una empresa financera, 1 d'una empresa immobiliària, 3 d'empreses de serveis, 2 d'entitats de l'administració pública i 2 d'empreses classificades com a «altres activitats de serveis».
Dels 11 establiments de servei als particulars que hi havia el 2009, 1 era una oficina de correu, 1 una oficina bancària, 1 paleta, 1 guixaire pintor, 1 fusteria, 3 lampisteries, 2 electricistes i 1 perruqueria.
Dels 3 establiments comercials que hi havia el 2009, 1 era una botiga de menys de 120 m², 1 una fleca i 1 una carnisseria.
L'any 2000 a Persac hi havia 41 explotacions agrícoles que ocupaven un total de 3.444 hectàrees.

## Equipaments sanitaris i escolars
L'únic equipament sanitari que hi havia el 2009 era una farmàcia.
El 2009 hi havia una escola elemental integrada dins d'un grup escolar amb les comunes properes formant una escola dispersa. Persac disposava d'un col·legi d'educació secundària

## Poblacions més properes
El següent diagrama mostra les poblacions més properes.